# Біленко Василь Данилович
Василь Данилович Біленко  (1907 — 1958) — Герой Радянського Союзу (1944), відзначився під час битви за Дніпро.

## Біографія
Народився в 1907 році у селі Пакатилівка (нині має назву Єкіаша, Саркандський район Алматинської області Казахстану) у селянській родині. Українець. Закінчивши початкову школу працював у колгоспі.
У РСЧА з 1941 року. У боях німецько-радянської війни з грудня 1941 року.
Заступник командира кулеметного відділу 282-го стрілецького полку (92-га гвардійська стрілецька дивізія, 37-а армія, Степовий фронт) гвардії молодший сержант Біленко 30 вересня 1943 року зі своїм відділом на рибацькому човні переправився через Дніпро в районі села Деріївка (Онуфріївський район). Під час висадки відбив контратаку гітлерівців кулеметним вогнем. 4 жовтня при штурмі висоти села Деріївка подавив 2 кулеметні точки, що були на заваді просування роти. 17 жовтня у бою за розширення плацдарму увірвався у ворожу траншею, гранатами знищив 28 гітлерівців і захопив кулемет з якого відкрив вогонь по відступаючому ворогу.
У 1945 році сержант Біленко був демобілізований.
Жив і працював у рідному селі. Помер 18 квітня 1958 року.

## Звання, нагороди та вшанування пам'яті
22 лютого 1944 року В. Д.Біленку присвоєно звання Героя Радянського Союзу з врученням орденом Леніна.
У рідному селі його іменем була названа одна з вулиць.